# Lista över fornlämningar i Malmö kommun
Lista över fornlämningar i Malmö kommun är en förteckning av ett urval av de fornlämningar som finns i Malmö kommun.

## Bunkeflo
| Namn                           | Lämningstyp             | Tillkomsttid | Historisk indelning | Plats | Läge                 | ID-nr          | Bild                                      |
| ------------------------------ | ----------------------- | ------------ | ------------------- | ----- | -------------------- | -------------- | ----------------------------------------- |
| Trindhög (Bunkeflo 1:1)        | Hög                     |              | Bunkeflo, Skåne     |       | 55.540987, 12.967273 | 10120300010001 | Ladda upp en till bild av detta fornminne |
| Skumparpsbacken (Bunkeflo 2:1) | Hög                     |              | Bunkeflo, Skåne     |       | 55.534727, 12.962835 | 10120300020001 | Ladda upp en till bild av detta fornminne |
| Salhög (Bunkeflo 4:1)          | Hög                     |              | Bunkeflo, Skåne     |       | 55.543332, 12.985485 | 10120300040001 | Ladda upp en till bild av detta fornminne |
| Stenhög (Bunkeflo 46:1)        | Stenkammargrav          |              | Bunkeflo, Skåne     |       | 55.549843, 12.980813 | 10120300460001 | Ladda upp en bild av detta fornminne      |
| Bunkeflo 54:1                  | Hög                     |              | Bunkeflo, Skåne     |       | 55.542336, 12.970587 | 10120300540001 | Ladda upp en bild av detta fornminne      |
| Bunkeflo 105                   | Grav- och boplatsområde |              | Bunkeflo, Skåne     |       | 55.552068, 12.958850 | 12000000020351 | Ladda upp en bild av detta fornminne      |
| Bunkeflo 126                   | Grav- och boplatsområde |              | Bunkeflo, Skåne     |       | 55.551119, 12.980368 | 12000000071767 | Ladda upp en bild av detta fornminne      |

## Glostorp
| Namn                          | Lämningstyp             | Tillkomsttid | Historisk indelning | Plats | Läge                 | ID-nr          | Bild                                      |
| ----------------------------- | ----------------------- | ------------ | ------------------- | ----- | -------------------- | -------------- | ----------------------------------------- |
| Bastorps kyrka (Glostorp 7:1) | Kyrka/kapell            |              | Glostorp, Skåne     |       | 55.519029, 13.045798 | 10123300070001 | Ladda upp en bild av detta fornminne      |
| Silhög (Glostorp 9:1)         | Hög                     |              | Glostorp, Skåne     |       | 55.535245, 13.032758 | 10123300090001 | Ladda upp en till bild av detta fornminne |
| Glostorp 63:2                 | Gravfält                |              | Glostorp, Skåne     |       | 55.530468, 13.088358 | 10123300630002 | Ladda upp en bild av detta fornminne      |
| Glostorp 79                   | Grav- och boplatsområde |              | Glostorp, Skåne     |       | 55.526040, 13.062083 | 12000000071498 | Ladda upp en bild av detta fornminne      |
| Glostorp 80                   | Grav- och boplatsområde |              | Glostorp, Skåne     |       | 55.527787, 13.056640 | 12000000071499 | Ladda upp en bild av detta fornminne      |

## Lockarp
| Namn                         | Lämningstyp             | Tillkomsttid | Historisk indelning | Plats | Läge                 | ID-nr          | Bild                                      |
| ---------------------------- | ----------------------- | ------------ | ------------------- | ----- | -------------------- | -------------- | ----------------------------------------- |
| Stuehög (Lockarp 1:1)        | Hög                     |              | Lockarp, Skåne      |       | 55.543658, 13.050443 | 10129600010001 | Ladda upp en till bild av detta fornminne |
| Skrivarehög (Lockarp 2:1)    | Hög                     |              | Lockarp, Skåne      |       | 55.545414, 13.045334 | 10129600020001 | Ladda upp en till bild av detta fornminne |
| Lockarp 6:1                  | Hög                     |              | Lockarp, Skåne      |       | 55.542343, 13.048268 | 10129600060001 | Ladda upp en bild av detta fornminne      |
| Grötehög (Lockarp 7:1)       | Hög                     |              | Lockarp, Skåne      |       | 55.553122, 13.040255 | 10129600070001 | Ladda upp en bild av detta fornminne      |
| Västerhögarna (Lockarp 8:1)  | Hög                     |              | Lockarp, Skåne      |       | 55.538392, 13.032060 | 10129600080001 | Ladda upp en till bild av detta fornminne |
| Västerhögarna (Lockarp 10:1) | Hög                     |              | Lockarp, Skåne      |       | 55.540106, 13.032846 | 10129600100001 | Ladda upp en bild av detta fornminne      |
| Lockarp 18:1                 | Grav- och boplatsområde |              | Lockarp, Skåne      |       | 55.543222, 13.032333 | 10129600180001 | Ladda upp en bild av detta fornminne      |
| Lockarp 52:1                 | Hällristning            |              | Lockarp, Skåne      |       | 55.549554, 13.025555 | 10129600520001 | Ladda upp en bild av detta fornminne      |
| Lockarp 61:1                 | Hög                     |              | Lockarp, Skåne      |       | 55.535610, 13.030798 | 10129600610001 | Ladda upp en bild av detta fornminne      |

## Malmö
| Namn                                   | Lämningstyp             | Tillkomsttid | Historisk indelning | Plats       | Läge                 | ID-nr          | Bild                                      |
| -------------------------------------- | ----------------------- | ------------ | ------------------- | ----------- | -------------------- | -------------- | ----------------------------------------- |
| Lustbacken (Malmö 1:1)                 | Hög                     |              | Malmö, Skåne        |             | 55.594462, 13.043980 | 10130600010001 | Ladda upp en bild av detta fornminne      |
| Malmö 5:1                              | Hög                     |              | Malmö, Skåne        |             | 55.594992, 12.974260 | 10130600050001 | Ladda upp en till bild av detta fornminne |
| Beleshög (Malmö 12:1)                  | Hög                     |              | Malmö, Skåne        |             | 55.593220, 12.949430 | 10130600120001 | Ladda upp en till bild av detta fornminne |
| Malmöhus (Malmö 19:2)                  | Borg                    |              | Malmö, Skåne        |             | 55.604571, 12.987317 | 10130600190002 | Ladda upp en till bild av detta fornminne |
| Malmö 45:1                             | Hällristning            |              | Malmö, Skåne        |             | 55.605619, 12.989514 | 10130600450001 | Ladda upp en till bild av detta fornminne |
| Malmö 79                               | Grav- och boplatsområde |              | Malmö, Skåne        |             | 55.568463, 12.975475 | 12000000006295 | Ladda upp en bild av detta fornminne      |
| Malmö 83                               | Grav- och boplatsområde |              | Malmö, Skåne        |             | 55.584775, 13.112741 | 12000000011974 | Ladda upp en bild av detta fornminne      |
| Västra Skrävlinge 1:1                  | Hög                     |              | Malmö, Skåne        |             | 55.578820, 13.067924 | 10300900010001 | Ladda upp en till bild av detta fornminne |
| Stöttehög (Husie 1:1)                  | Hög                     |              | Malmö, Skåne        |             | 55.566045, 13.092136 | 10302500010001 | Ladda upp en till bild av detta fornminne |
| Frillinge hög (Södra Sallerup 1:1)     | Hög                     |              | Malmö, Skåne        |             | 55.591490, 13.100503 | 10303400010001 | Ladda upp en till bild av detta fornminne |
| Västra Skrävlinge 2:1                  | Hög                     |              | Malmö, Skåne        |             | 55.581561, 13.067168 | 10300900020001 | Ladda upp en till bild av detta fornminne |
| Lusthög (Husie 2:1)                    | Hög                     |              | Malmö, Skåne        |             | 55.568552, 13.095059 | 10302500020001 | Ladda upp en till bild av detta fornminne |
| Fosiestenen/DR 262 (Fosie 3:1)         | Runristning             |              | Malmö, Skåne        | Fosie kyrka | 55.560577, 13.028246 | 10302200030001 | Ladda upp en till bild av detta fornminne |
| Sporrhögsbacken (Husie 3:1)            | Hög                     |              | Malmö, Skåne        |             | 55.567341, 13.084395 | 10302500030001 | Ladda upp en till bild av detta fornminne |
| Södra Sallerup 3:1                     | Hög                     |              | Malmö, Skåne        |             | 55.593477, 13.109593 | 10303400030001 | Ladda upp en till bild av detta fornminne |
| Knutsbacken (Hyllie 4:1)               | Hög                     |              | Malmö, Skåne        |             | 55.577298, 12.920673 | 10300700040001 | Ladda upp en till bild av detta fornminne |
| Västra Skrävlinge 4:1                  | Hög                     |              | Malmö, Skåne        |             | 55.583079, 13.044827 | 10300900040001 | Ladda upp en bild av detta fornminne      |
| Fosie 4:1                              | Hög                     |              | Malmö, Skåne        |             | 55.560305, 13.042758 | 10302200040001 | Ladda upp en till bild av detta fornminne |
| Hålhög (Husie 4:1)                     | Hög                     |              | Malmö, Skåne        |             | 55.568342, 13.085962 | 10302500040001 | Ladda upp en till bild av detta fornminne |
| Fosie 4:2                              | Hög                     |              | Malmö, Skåne        |             | 55.560151, 13.043036 | 10302200040002 | Ladda upp en till bild av detta fornminne |
| Fosie 5:1                              | Hög                     |              | Malmö, Skåne        |             | 55.559639, 13.041621 | 10302200050001 | Ladda upp en till bild av detta fornminne |
| Kungshög (Husie 5:1)                   | Hög                     |              | Malmö, Skåne        |             | 55.604814, 13.103946 | 10302500050001 | Ladda upp en bild av detta fornminne      |
| Havshög (Södra Sallerup 7:1)           | Hög                     |              | Malmö, Skåne        |             | 55.568130, 13.144283 | 10303400070001 | Ladda upp en bild av detta fornminne      |
| Skävehög (Fosie 9:1)                   | Hög                     |              | Malmö, Skåne        |             | 55.567768, 13.056696 | 10302200090001 | Ladda upp en till bild av detta fornminne |
| Tornhög (Husie 9:1)                    | Hög                     |              | Malmö, Skåne        |             | 55.593654, 13.084606 | 10302500090001 | Ladda upp en till bild av detta fornminne |
| Tornhög (Husie 9:2)                    | Hög                     |              | Malmö, Skåne        |             | 55.593242, 13.084684 | 10302500090002 | Ladda upp en till bild av detta fornminne |
| Fosie 10:1                             | Hög                     |              | Malmö, Skåne        |             | 55.563492, 13.052745 | 10302200100001 | Ladda upp en till bild av detta fornminne |
| Galjebacken, Stejlebacken (Husie 10:1) | Hög                     |              | Malmö, Skåne        |             | 55.562365, 13.079219 | 10302500100001 | Ladda upp en till bild av detta fornminne |
| Fosie 11:1                             | Hög                     |              | Malmö, Skåne        |             | 55.563324, 13.055506 | 10302200110001 | Ladda upp en till bild av detta fornminne |
| Gruddhög (Fosie 12:1)                  | Hög                     |              | Malmö, Skåne        |             | 55.572389, 12.998678 | 10302200120001 | Ladda upp en till bild av detta fornminne |
| Hane hög (Fosie 16:1)                  | Hög                     |              | Malmö, Skåne        |             | 55.559158, 12.992734 | 10302200160001 | Ladda upp en till bild av detta fornminne |
| Fosie 23:1                             | Grav- och boplatsområde |              | Malmö, Skåne        |             | 55.558329, 13.000423 | 10302200230001 | Ladda upp en bild av detta fornminne      |
| Bunkeflo 24:1                          | Grav- och boplatsområde |              | Malmö, Skåne        |             | 55.560344, 12.945088 | 10120300240001 | Ladda upp en bild av detta fornminne      |
| Husie 41:1                             | Grav- och boplatsområde |              | Malmö, Skåne        |             | 55.581228, 13.096423 | 10302500410001 | Ladda upp en bild av detta fornminne      |
| Saxhög (Södra Sallerup 61:2)           | Hög                     |              | Malmö, Skåne        |             | 55.580712, 13.128890 | 10303400610002 | Ladda upp en bild av detta fornminne      |
| Husie 66:1                             | Grav- och boplatsområde |              | Malmö, Skåne        |             | 55.597131, 13.100999 | 10302500660001 | Ladda upp en bild av detta fornminne      |
| Södra Sallerup 80:1                    | Grav- och boplatsområde |              | Malmö, Skåne        |             | 55.588711, 13.106572 | 10303400800001 | Ladda upp en bild av detta fornminne      |

## Oxie
| Namn                          | Lämningstyp             | Tillkomsttid | Historisk indelning | Plats | Läge                 | ID-nr          | Bild                                      |
| ----------------------------- | ----------------------- | ------------ | ------------------- | ----- | -------------------- | -------------- | ----------------------------------------- |
| Kungshögen (nr 1). (Oxie 1:1) | Hög                     |              | Oxie, Skåne         |       | 55.554865, 13.089853 | 10132000010001 | Ladda upp en till bild av detta fornminne |
| Kungshögen (nr 1). (Oxie 1:2) | Hög                     |              | Oxie, Skåne         |       | 55.555111, 13.089514 | 10132000010002 | Ladda upp en till bild av detta fornminne |
| Ohrhögarna (Oxie 2:1)         | Hög                     |              | Oxie, Skåne         |       | 55.558247, 13.078277 | 10132000020001 | Ladda upp en till bild av detta fornminne |
| Ohrhögarna (Oxie 2:2)         | Hög                     |              | Oxie, Skåne         |       | 55.557664, 13.078351 | 10132000020002 | Ladda upp en bild av detta fornminne      |
| Hammen hög (Oxie 3:1)         | Hög                     |              | Oxie, Skåne         |       | 55.557684, 13.065365 | 10132000030001 | Ladda upp en bild av detta fornminne      |
| Jättegraven (Oxie 4:1)        | Hög                     |              | Oxie, Skåne         |       | 55.539758, 13.065929 | 10132000040001 | Ladda upp en till bild av detta fornminne |
| Oxie 6:1                      | Grav- och boplatsområde |              | Oxie, Skåne         |       | 55.541179, 13.068079 | 10132000060001 | Ladda upp en bild av detta fornminne      |
| Oxie 35:1                     | Grav- och boplatsområde |              | Oxie, Skåne         |       | 55.560161, 13.076451 | 10132000350001 | Ladda upp en bild av detta fornminne      |
| Skogsholms borg (Oxie 42:1)   | Borg                    |              | Oxie, Skåne         |       | 55.557496, 13.060149 | 10132000420001 | Ladda upp en bild av detta fornminne      |
| Oxie 58:1                     | Grav- och boplatsområde |              | Oxie, Skåne         |       | 55.557207, 13.059409 | 10132000580001 | Ladda upp en bild av detta fornminne      |

## Tygelsjö
| Namn                       | Lämningstyp                 | Tillkomsttid | Historisk indelning | Plats | Läge                 | ID-nr          | Bild                                      |
| -------------------------- | --------------------------- | ------------ | ------------------- | ----- | -------------------- | -------------- | ----------------------------------------- |
| Kashög (Tygelsjö 1:1)      | Hög                         |              | Tygelsjö, Skåne     |       | 55.522893, 13.021518 | 10138300010001 | Ladda upp en till bild av detta fornminne |
| Östre Högar (Tygelsjö 2:1) | Hög                         |              | Tygelsjö, Skåne     |       | 55.516274, 13.025274 | 10138300020001 | Ladda upp en till bild av detta fornminne |
| Östre Högar (Tygelsjö 2:2) | Hög                         |              | Tygelsjö, Skåne     |       | 55.515837, 13.024639 | 10138300020002 | Ladda upp en till bild av detta fornminne |
| Östre Högar (Tygelsjö 2:3) | Hög                         |              | Tygelsjö, Skåne     |       | 55.515802, 13.023797 | 10138300020003 | Ladda upp en till bild av detta fornminne |
| Tygelsjö 3:1               | Grav markerad av sten/block |              | Tygelsjö, Skåne     |       | 55.513452, 12.938781 | 10138300030001 | Ladda upp en bild av detta fornminne      |
| Tygelsjö 3:2               | Grav markerad av sten/block |              | Tygelsjö, Skåne     |       | 55.513365, 12.938866 | 10138300030002 | Ladda upp en bild av detta fornminne      |
| Midshög (Tygelsjö 4:1)     | Stenkammargrav              |              | Tygelsjö, Skåne     |       | 55.514738, 12.938416 | 10138300040001 | Ladda upp en till bild av detta fornminne |
| Midshög (Tygelsjö 4:2)     | Hällristning                |              | Tygelsjö, Skåne     |       | 55.514746, 12.938379 | 10138300040002 | Ladda upp en bild av detta fornminne      |
| Midshög (Tygelsjö 4:3)     | Hög                         |              | Tygelsjö, Skåne     |       | 55.514738, 12.938422 | 10138300040003 | Ladda upp en till bild av detta fornminne |
| Tagshög (Tygelsjö 9:1)     | Hög                         |              | Tygelsjö, Skåne     |       | 55.509206, 13.016613 | 10138300090001 | Ladda upp en bild av detta fornminne      |
| Tygelsjö 10:1              | Borg                        |              | Tygelsjö, Skåne     |       | 55.507947, 12.961740 | 10138300100001 | Ladda upp en bild av detta fornminne      |

## Västra Klagstorp
| Namn                                 | Lämningstyp    | Tillkomsttid | Historisk indelning     | Plats | Läge                 | ID-nr          | Bild                                      |
| ------------------------------------ | -------------- | ------------ | ----------------------- | ----- | -------------------- | -------------- | ----------------------------------------- |
| Stendyssen (Västra Klagstorp 2:1)    | Stenkammargrav |              | Västra Klagstorp, Skåne |       | 55.535307, 12.934613 | 10140500020001 | Ladda upp en bild av detta fornminne      |
| Stendyssen (Västra Klagstorp 2:2)    | Hällristning   |              | Västra Klagstorp, Skåne |       | 55.535306, 12.934598 | 10140500020002 | Ladda upp en bild av detta fornminne      |
| Borrebacke (Västra Klagstorp 3:1)    | Hög            |              | Västra Klagstorp, Skåne |       | 55.528893, 12.955435 | 10140500030001 | Ladda upp en till bild av detta fornminne |
| Enehögsbacken (Västra Klagstorp 9:1) | Hög            |              | Västra Klagstorp, Skåne |       | 55.534015, 12.959624 | 10140500090001 | Ladda upp en till bild av detta fornminne |
| Romelehög (Västra Klagstorp 10:1)    | Hög            |              | Västra Klagstorp, Skåne |       | 55.524958, 13.013876 | 10140500100001 | Ladda upp en till bild av detta fornminne |
| Byastenen (Västra Klagstorp 12:1)    | Hällristning   |              | Västra Klagstorp, Skåne |       | 55.528065, 12.995430 | 10140500120001 | Ladda upp en till bild av detta fornminne |
| Hålhög (Västra Klagstorp 13:1)       | Hög            |              | Västra Klagstorp, Skåne |       | 55.535671, 13.020887 | 10140500130001 | Ladda upp en bild av detta fornminne      |